# Edmund Mortimer
Edmund Mortimer, o, anche, Edward J. Mortimer, (New York, 21 agosto 1874 – Los Angeles, 21 maggio 1944), è stato un attore e regista statunitense.
In alcuni film, appare con il nome Edward Mortimer.

## Biografia
Prese parte a oltre trecento film come attore. Iniziò a recitare nel 1914 per l'Independent Moving Pictures Co. of America (IMP). Il suo ultimo film, dove non è accreditato, fu Saratoga, nel 1945.
Per un decennio, dal 1918 al 1928, fece anche il regista, dirigendo oltre una ventina di pellicole. Lavorò per la compagnia di produzione di Clara Kimball Young.

## Filmografia
Quando manca il nome del regista, questo non viene riportato nei titoli

### Attore (parziale)
- Watch Dog of the Deep, regia di Herbert Brenon – cortometraggio (1914)
- Forgetting, regia di Hobart Henley – cortometraggio (1914)
- The Sea Coast of Bohemia – cortometraggio (1914)
- Neptune's Daughter, regia di Herbert Brenon (1914)
- Beneath the Mask
- The Dawn of the New Day – cortometraggio (1914)
- The Fatal Step – cortometraggio (1914)
- The Adventures of a Girl Reporter – cortometraggio (1914)
- In All Things Moderation, regia di Frank Hall Crane – cortometraggio (1914)
- Country Innocence – cortometraggio (1914)
- The Witch Girl, regia di Walter Edwin (1914)
- The Heart of the Night Wind, regia di Walter Edwin (1914)
- The Coward – cortometraggio (1914)
- Three Men Who Knew, regia di  Frank Hall Crane – cortometraggio (1914)
- As Ye Sow, regia di Frank Hall Crane (1914)
- A Gentleman of Art, regia di Stuart Paton – cortometraggio (1915)
- The Moonstone, regia di Frank Hall Crane (1915)
- The Common Law, regia di Albert Capellani (1916)
- Mi sposo... e torno! Reaching for the Moon, regia di Edmund Goulding (1930)
- Kiki, regia di Sam Taylor (1931)
- Doctors' Wives, regia di Frank Borzage (1931)
- Il re dei chiromanti (Palmy Days), regia di A. Edward Sutherland (1931)
- The Trial of Vivienne Ware, regia di William K. Howard (1932)
- The President Vanishes, regia di William A. Wellman (1934)
- L'uomo che sbancò Montecarlo (The Man Who Broke the Bank at Monte Carlo), regia di Stephen Roberts (1935)
- Infedeltà (Dodsworth), regia di William Wyler (1936)
- Avventura a mezzanotte (It's Love I'm After), regia di Archie Mayo (1937)
- Notti di terrore (The Devil Bat), regia di Jean Yarbrough (1940)
- Saratoga (Saratoga Trunk) (1945)

### Regista
- The Savage Woman, co-regia di (non accreditato) Robert G. Vignola (1918)
- The Road Through the Dark (1918)
- The Hushed Hour (1919)
- Alias Jimmy Valentine, co-regia di Arthur Ripley (1920)
- The Misfit Wife (1920)
- The County Fair, co-regia di Maurice Tourneur (1920)
- Railroaded (1923)
- The Broad Road (1923)
- The Exiles (1923)
- Just Off Broadway (1924)
- The Wolf Man (1924)
- A Man's Mate (1924)
- Against All Odds (1924)
- That French Lady (1924)
- The Desert Outlaw (1924)
- Star Dust Trail (1924)
- The Arizona Romeo (1925)
- Gold and the Girl (1925)
- Scandal Proof (1925)
- The Prairie Pirate (1925)
- The Man from Red Gulch (1925)
- Satan Town (1926)
- A Woman's Way (1928)